# 생존주의

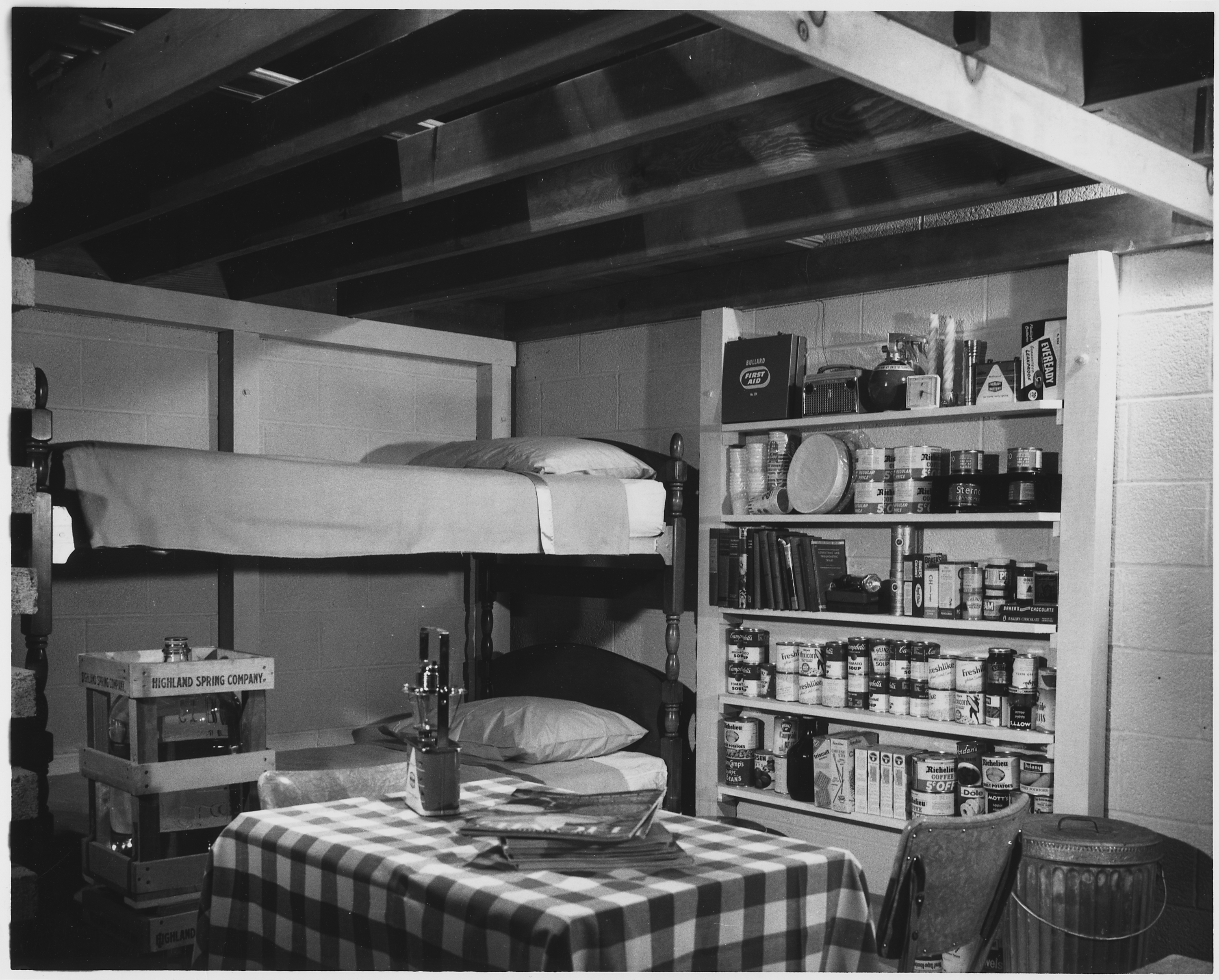

생존주의(영어: survivalism)는 어떤 개인 또는 집단이 미래의 긴급상황에 적극적 능동적으로 대비하는 운동행위이다. 여기서 긴급상황이란 자연재해, 사회정치적 혼란 등 다양한 종류를 포괄하며, 개인의 조난에서 국제적 대재난까지 그 규모도 다양하다. 생존주의자(영어: survivalist; prepper)들은 응급치료와 자기방어 기술을 훈련하고, 식품과 식수를 비축하여 유사시 자급자족할 수 있는 조건을 조성한다.

## 같이 보기
- 에르사츠
- 의도적 공동체
- 판자촌
- 24시간제
- 아마추어 무선
- 시민 밴드 라디오
- 위성 전화
- 무선 메시 네트워크
- 응급처치
- 야간 투시경
- 펄스제트
- 열화상 카메라
- 고무보트
- 오토자이로
- 민방위